# Anarete diervillae
Anarete diervillae är en tvåvingeart som först beskrevs av Ephraim Porter Felt 1907.  Anarete diervillae ingår i släktet Anarete och familjen gallmyggor.
Artens utbredningsområde är New York. Inga underarter finns listade i Catalogue of Life.